# Stefan-Boltzmannov zakon
Stefan-Boltzmannov zákon (tudi Stefanov zákon) [štéfan-bólcmanov ~] o sevanju črnega telesa je v fiziki zakon, po katerem je gostota energijskega toka j*, ki ga seva črno telo, sorazmerna četrti potenci njegove termodinamične temperature T:
{\displaystyle j^{\star }=\sigma T^{4}\!\,.}
Sorazmernostna fizikalna konstanta σ = 5,670 373(21) · 10−8 W m−2 K−4 je znana kot Stefanova konstanta ali Stefan-Boltzmannova konstanta. Zakon je leta 1879 odkril slovenski fizik Jožef Stefan (1835–1893), leta 1884 pa ga je njegov učenec, avstrijski fizik Ludwig Edward Boltzmann (1844–1906) tudi teoretično izpeljal v okviru termodinamike. Boltzman je upošteval drugi zakon termodinamike, kinetično teorijo plinov in obravnaval idealni reverzibilno delujoč toplotni stroj s svetlobnim sevanjem kot delovno snovjo namesto plina. To sevanje naj bi izvajalo tlak na stene posode. To je edini fizikalni zakon, imenovan po kakšnem slovenskem fiziku.:24
Sedaj se ga lahko izpelje iz Planckovega zakona:
{\displaystyle j^{\star }=\int _{0}^{\infty }\left({\frac {\mathrm {d} j^{\star }}{\mathrm {d} \lambda }}\right)\mathrm {d} \lambda =\pi \int _{0}^{\infty }B_{\lambda }\,\mathrm {d} \lambda \!\,}
in velja samo za idealna črna telesa. 

## Splošna oblika
V splošnem ima zakon obliko:
{\displaystyle j^{\star }=\varepsilon \sigma T^{4}\!\,,}
kjer je {\displaystyle \varepsilon =1} izsevnost za idealno črno telo. Za siva telesa, za katera je odbojnost a neodvisna od valovne dolžine, ima zakon obliko:
{\displaystyle j_{\rm {s}}^{\star }=(1-a)\sigma T^{4}=(1-a)j_{0}^{\star }\!\,.}
Če pa je odbojnost odvisna od valovne dolžine {\displaystyle a(\lambda )}, velja 
Kirchhoffov zakon sevanja:
{\displaystyle {\frac {\mathrm {d} j^{\star }}{\mathrm {d} \lambda }}=\left[1-a(\lambda )\right]\left({\frac {\mathrm {d} j^{\star }}{\mathrm {d} \lambda }}\right)_{0}\!\,,}
oziroma: 
{\displaystyle j_{\rm {s}}^{\star }=\varepsilon (T)\sigma T^{4}\!\,.}
V tehniki splošni Stefan-Boltzmannov zakon običajno zapišejo v obliki:
{\displaystyle j^{\star }=\varepsilon _{n}C_{\rm {c}}\left({\frac {T}{100}}\right)^{4}\!\,,}
predvsem zaradi lažjega računanja, kjer je {\displaystyle \varepsilon _{n}} izsevnost v smeri pravokotno na površino. Izsevnost za sevanje v polprostor, za gladka kovinska, gladka in hrapava telesa je:
{\displaystyle \varepsilon \approx 1,20\varepsilon _{n}\!\,,}
{\displaystyle \varepsilon \approx 0,95\varepsilon _{n}\!\,,}
{\displaystyle \varepsilon \approx 0,98\varepsilon _{n}\!\,.}
Barva površine ne vpliva na izsevnost. Bele površine močno sevajo. Majhno izsevnost imajo v glavnem gladke snovi kot sta aluminij in bron. Steklo prepušča kratkovalovno svetlobo, ne prepušča pa dolgovalovnega toplotnega sevanja.
Z razliko od trdnih teles, ki sevajo in absorbirajo s površine, je stopnja absorpcije pri plinih odvisna od debeline plinske plasti, in poteka po celotni prostornini (absorpcijski zakon):
{\displaystyle \varepsilon =1-{\frac {1}{e^{-\mu x}}}\!\,,}
kjer je {\displaystyle x} dolžina poti sevanja skozi plin in {\displaystyle \mu } absorpcijski koeficient. Enoatomni in večina dvoatomnih plinov se lahko v tehničnih preračunih obravnavajo kot diatermne snovi. Tehnično je pomembno sevanje ogljikovega dioksida in vodne pare, ki sevata in absorbirata v širših pasovih valovnih dolžin spektra. Nad 600 °C je oddajanje toplote teh plinov lahko veliko, pri še višjih temperaturah je lahko izdatnejše od prestopa toplote.

## Odkritje
Stefan je zakon objavil 20. marca v članku O odnosu med toplotnim ravnovesjem in temperaturo (Über die Beziehung zwischen der Wärmestrahlung und der Temperatur) v Poročilih z zasedanj dunajske Akademije znanosti. Iz razprave je razvidna njegova pot do odkritja zakona. Rokopis povzetka članka je vseboval štiri strani formata A4, rokopis celotnega članka je bil dolg 61 strani, tiskan članek pa je imel 38 strani.:28
Newton je ugotovil, da je jakost sevalnega toka z vročega telesa sorazmerna z razliko temperatur telesa in okolice. Dulong in Petit sta pokazala, da temperatura pri odvisnosti ne nastopa linearno in so pri tem pomembne višje stopnje.
Draper je leta 1847 poskušal ugotoviti pri kateri temperaturi začne segreto telo sevati. Tega ni ugotovil, ugotovil pa je, da narašča gostota izsevanega energijskega toka mnogo hitreje kot premosorazmerno s temperaturo. Stefan je leta 1878 bral Draperjevo razpravo o sevalni energiji. Leta 1848 je Kelvin uvedel absolutno temperaturno lestvico. Tudi Stefan je v svojem zakonu uporabil absolutno temperaturo.:80 Kirchhoff je leta 1859 podal zakon o toplotnem sevanju in ga leta 1861 dokazal::124
{\displaystyle {\frac {\varepsilon (\lambda )}{a(\lambda )}}=B_{\lambda }(\lambda )\!\,.}
Leta 1862 je skoval izraz sevanje »črnega telesa«. Primerjal je sevanje črnih in drugih sevajočih teles. Nakazal je tudi, kako bi se dalo uresničiti takšno sevanje. Sevanje črnega telesa {\displaystyle B_{\lambda }(\lambda )\!\,} je odvisno le od temperature vira sevanja, Kirchhoff pa funkcionalne oblike ni uspel določiti.
Tyndall je leta 1864 raziskoval »nevidno« infrardečo svetlobo. Infrardeče valovanje je odkril William Herschel in odkritje objavil leta 1800. Uporabil je prizmo in z njo lomil sončno svetlobo. S termometrom je izmeril porast temperature za rdečim delom svetlobnega spektra. Imenoval jo je toplotni žarki. Izraz infrardeča svetloba se je pojavil v poznem 19. stoletju. Seebeck je leta 1821 odkril termoelektrični pojav. Melloni je kmalu zatem leta 1835 izdelal prvo termoelektrično baterijo in odkril toplotno sevanje. Za novo sevanje so ugotovili, da gre za človeškemu očesu nevidno svetlobo, oziroma za elektromagnetno valovanje z malo večjo valovno dolžino od rdeče vidne svetlobe.
Leta 1840 je John Herschel posnel prvo infrardečo sliko. Tyndall je z električnim tokom segrel žarnico, v kateri je tedaj običajno ogleno nitko nadomestil s platinasto žičko. Žička je zažarela. Ko je električni tok naraščal, je naraščala temperatura žičke in je sevala vedno več svetlobe. Svetlobo je zajel z lečo in s prizmo iz kamene soli razklonil svetlobo, ki jo je sevala žička, na mavrični spekter. Na mesto za rdečim delom je postavil baterijo zaporedno vezanih termoparov. Spojna mesta, v katerih je imel tok smer iz ene kovine v drugo, je združil na zunanji strani merilnika in jih počrnil. Spojna mesta, kjer je imel tok obratno smer, je skril v ohišje merilnika. Prva spojna mesta so absorbirala vpadno svetlobo in se segrela, druga pa so imela temperaturo okolice. Z občutljivim galvanometrom je meril tok. Tyndall je želel dobiti le približen pregled in temperature žičke ni meril. Navedel je le barvo izsevane svetlobe. Za šibko rdečo je bil odklon galvanometra 10,4° in za belo 60°. V letu 1864 je objavil razpravo O vidnem in nevidnem sevanju, kjer je poskušal odgovoriti, kako je sevanje rdeče svetlobe odvisno od temperature. Nemški prevod je izšel leta 1865 in prebral ga je Wüllner. V drugo in tretjo izdajo svojega učbenika termodinamike Nauk o toploti s stališča mehanične teorije toplote je vključil Tyndallove podatke. Barvam je priredil temperature. Čeprav se je skliceval na Draperjeva merjenja, je ravnal samovoljno. Wüllnerjevo knjigo je dobil v roke Stefan, spremenil temperaturi v absolutni in upošteval popravljeni odklon galvanometra za belo, za katerega je že Tyndall omenil, da je treba vzeti dvakratno vrednost 122°. Šibka rdeča barva žičke je tako imela temperaturo 798 K (525 °C), bela pa 1473 K (1200 °C). Pri tem je Stefan privzel, da je bila gostota izsevanega energijskega toka sorazmerna z odklonom galvanometra. Zvezo med absolutno temperaturo žičke T in gostoto izsevanega energijskega toka j je poskusil zapisati kot potenčni zakon:
{\displaystyle j\propto \sigma T^{n}\!\,.}
Iz obeh parov podatkov je ugotovil razmerji energijskih tokov 122/10,4 = 11,731. Vrednosti se je dokaj točno približal, če je razmerje ustreznih absolutnih temperatur 1473/798 = 1,846 potenciral s četrto potenco: {\displaystyle 1,846^{4}=11,613}, tako da je n = 4. Vrednosti je preveril na Dulongovih in Petitovih podatkih in pri tem odštel prispevek prevajanja toplote. Nov zakon se je starim podatkom dobro prilegal. Konstanta σ, ki izhaja iz njegovih meritev, se lahko zapiše z današnjimi enotami:
{\displaystyle \sigma =5,056\cdot 10^{-8}\ \mathrm {W/(m^{2}\,K^{4})} \!\,.}
Njegova meritev je bila dokaj točna in za 10,8 % premajhna od današnje izmerjene vrednosti. Zakon je preveril tudi za podatke de la Provostayea in Desainsa (1846), Draperja in Ericssona (1872) ter Despretza.
Bartoli je leta 1876 neodvisno od Maxwella izpeljal enačbo za sevalni tlak elektromagnetnega valovanja po termodinamični poti. Ugotovil je, da je mogoče z gibajočim se zrcalom ob dovajanju dela prenesti toploto s hladnejšega mesta na toplejše. Zamislil si je reverzibilno neskončno majhno Carnotovo krožno spremembo, kjer se entropija ne spremeni, dovedeno absolutno delo pa je vezano na tlak svetlobe na zrcalo. Da velja drugi zakon termodinamike, mora svetloba prenašati tlak na zrcalo. Tako so sevalni tlak imenovali tudi »Maxwell-Bartolijev tlak«.
Crova je leta 1880 objavil diagram trirazsežnega prikaza grafa jakosti toplotnega sevanja kot funkcije valovne dolžine in temperature.
Bartolijeve knjižice O gibanjih, ki jih povzroča toplota, in o Crookesovem radiometru ni nihče opazil. Nazadnje jo je opazil Boltzmann in povzel Bartolijevo misel, da drugi zakon termodinamike zahteva sevalni tlak, ter osem let kasneje izpeljal zakon po termodinamični poti. Bartoli je bil blizu Stefan-Boltzmannovega zakona, ni pa upošteval temperaturne odvisnosti gostote energijskega toka sevajočega črnega telesa. Povzetke knjižice je objavil leta 1884 in 1885. Stefan verjetno ni poznal Bartolijevih razmišljanj o vakuumu v radiometru iz leta 1876, dokler Bartolija leta 1883 ni javno podprl Eddy, profesor matematike in astronomije na Univerzi Cinncinnatija.:29
Von Kövesligethy, ki je na dunajski univerzi med drugim študiral teoretično fiziko pri Stefanu, je leta 1885 v svoji inavguracijski disertaciji Teorija zveznega spektra objavil spektralno enačbo, ki je predvidevala končno energijo za sevanje črnega telesa. Oblika krivulje odvisnosti spektralne gostote od valovne dolžine je bila zelo podobna Planckovi:
{\displaystyle u(\lambda ,T)={\frac {2\pi hc_{0}^{2}}{\lambda ^{5}}}{\frac {1}{e^{hc_{0}/(\lambda k_{\rm {B}}T)}-1}}\!\,.}
Von Kövesligethy je zapisal funkcionalno obliko spektralne enačbe kot::128
{\displaystyle L(\lambda )={\frac {4}{\pi }}\mu \Lambda {\frac {\lambda ^{2}}{\left(\lambda ^{2}+\mu ^{2}\right)^{2}}}\!\,.}
Tu {\displaystyle L(\lambda )\!\,} pomeni jakost sevanja pri valovni dolžini {\displaystyle \lambda \!\,} in {\displaystyle \Lambda \!\,} jakost sevanja v celem razponu valovnih dolžin. Konstanta {\displaystyle \mu \!\,} je določena s srednjo razdaljo in interakcijo med delci, ter daje valovno dolžino pri kateri je jakost sevanja največja. Tedaj je bilo znano, da trdnine začnejo sevati pri Draperjevi točki, neglede na vrsto sevalne snovi. Na podlagi tega rezultata je Von Kövesligethy privzel, da je {\displaystyle \mu \!\,} v enačbi odvisna le od temperature.
Njegova spektralna enačba je imela enako značilnost, ki jo je odkril Wien leta 1893::8
{\displaystyle u(\lambda ,T)\propto {\frac {1}{\lambda ^{5}}}f\left({\frac {c_{0}}{\lambda T}}\right)\!\,.}
Von Kövesligethyjeva enačba podaja odvisnost konstante {\displaystyle \mu \!\,} od temperature sevajočega telesa:
{\displaystyle {\frac {\mu }{\mu _{0}}}=\left({\frac {T_{0}}{T}}\right)^{\frac {n+1}{2(n-1)}}\!\,,}
kjer indeks 0 označuje primerjalni sevalni vir. Najboljša izbira parametra v eksponentu je {\displaystyle n=3\!\,}, kar da Wienov zakon, odkrit 11 let kasneje:
{\displaystyle {\frac {\mu T}{\mu _{0}T_{0}}}=1,\qquad \left(\lambda _{0}T=k_{{\rm {W}},\lambda },\quad \mu \equiv \lambda _{0}\right)\!\,.}

## Izpeljava

### Izpeljava iz Planckovega zakona
Spektralno gostoto črnega telesa v odvisnosti od valovne dolžine {\displaystyle \lambda } podaja Planckov zakon:
{\displaystyle {\frac {\mathrm {d} j^{\star }}{d\lambda }}=\pi B_{\lambda }={\frac {2\pi hc_{0}^{2}}{\lambda ^{5}}}\,{\frac {1}{e^{hc_{0}/(\lambda k_{\rm {B}}T)}-1}}\!\,,}
kjer je {\displaystyle h\!\,} Planckova konstanta, {\displaystyle c_{0}\!\,} hitrost svetlobe v vakuumu {\displaystyle k_{\rm {B}}\!\,} Boltzmannova konstanta in {\displaystyle T\!\,} absolutna temperatura.
Gostota svetlobnega toka je dana z integralom po vseh valovnih dolžinah:
{\displaystyle j^{\star }=\int _{0}^{\infty }\left({\frac {\mathrm {d} j^{\star }}{\mathrm {d} \lambda }}\right)\mathrm {d} \lambda =\pi \int _{0}^{\infty }B_{\lambda }\,\mathrm {d} \lambda =2\pi hc_{0}^{2}\int _{0}^{\infty }\,{\frac {1}{\lambda ^{5}(e^{hc_{0}/(\lambda k_{\rm {B}}T)}-1)}}\mathrm {d} \lambda \!\,.}
Z uvedbo nove spremenljivke u:
{\displaystyle u={\frac {hc_{0}}{\lambda k_{\rm {B}}T}}\!\,,}
kjer velja:
{\displaystyle {\frac {\mathrm {d} u}{\mathrm {d} \lambda }}=-{\frac {hc_{0}}{\lambda ^{2}k_{\rm {B}}T}}\!\,,}
preide integral v:
{\displaystyle j^{\star }={\frac {2\pi k_{\rm {B}}^{4}T^{4}}{h^{3}c_{0}^{2}}}\int _{0}^{\infty }\,{\frac {u^{3}}{e^{u}-1}}\mathrm {d} u\!\,.}
Integral se lahko najprej izračuna za splošnejši primer:
{\displaystyle \int _{0}^{\infty }{\frac {u^{n}}{e^{u}-1}}\mathrm {d} u\!\,,}
ali:
{\displaystyle \int _{0}^{\infty }{\frac {u^{n}e^{-u}}{1-e^{-u}}}\mathrm {d} u\!\,.}
Ker je imenovalec vedno manjši od 1, se ga lahko razvije po potencah {\displaystyle e^{-u}}, da se dobi konvergentno vrsto:
{\displaystyle {\frac {1}{1-e^{-u}}}=\sum _{k=0}^{\infty }e^{-ku}\!\,.}
V osnovi se vzame enačbo za vsoto geometrične vrste. Ulomek na levi je izraz za vrsto, ki ga označuje vsota:
{\displaystyle 1+e^{-u}+e^{-2u}+e^{-3u}+\cdots \!\,.}
Skupni množitelj je {\displaystyle e^{-u}}. Nato se vrsto vstavi v integral:
{\displaystyle \int _{0}^{\infty }u^{n}e^{-u}\sum _{k=0}^{\infty }e^{-ku}\mathrm {d} u\!\,.}
Množenje z {\displaystyle e^{-u}\!\,} na levi premakne vsoto vrste za eno mesto na desno, tako da:
{\displaystyle e^{-u}+e^{-2u}+e^{-3u}+\cdots \!\,}
postane:
{\displaystyle e^{-2u}+e^{-3u}+e^{-4u}+\cdots \!\,.}
Zato se dvigne indeks v vsoti za eno in se zavrže {\displaystyle e^{-u}\!\,}:
{\displaystyle \int _{0}^{\infty }u^{n}\sum _{k=1}^{\infty }e^{-ku}\mathrm {d} u\!\,.}
Uvede se novo spremenljivko v:
{\displaystyle v=ku\!\,,}
tako da je:
{\displaystyle u^{n}={\frac {v^{n}}{k^{n}}}\!\,}
in:
{\displaystyle {\frac {\mathrm {d} v}{\mathrm {d} u}}=k\!\,,}
integral pa preide v:
{\displaystyle \int _{0}^{\infty }{\frac {v^{n}}{k^{n}}}\sum _{k=1}^{\infty }{\frac {1}{k}}e^{-v}\mathrm {d} v\!\,,}
oziroma:
{\displaystyle \int _{0}^{\infty }v^{n}\sum _{k=1}^{\infty }{\frac {1}{k^{n+1}}}e^{-v}\mathrm {d} v\!\,.}
Ker vsak člen v vsoti predstavlja konvergentni integral, se lahko vsoto postavi iz integrala:
{\displaystyle \sum _{k=1}^{\infty }{\frac {1}{k^{n+1}}}\int _{0}^{\infty }v^{n}e^{-v}\mathrm {d} v\!\,.}
Integral na desni je funkcija Γ, {\displaystyle \Gamma (n+1)}, vsota na levi pa Riemannova funkcija ζ, {\displaystyle \zeta (n+1)}. Tako ima končno zgornji integral vrednost:
{\displaystyle \int _{0}^{\infty }{\frac {u^{n}}{e^{u}-1}}\mathrm {d} u=\Gamma (n+1)\zeta (n+1)\!\,,}
oziroma enakovredno:
{\displaystyle \int _{0}^{\infty }{\frac {u^{n-1}}{e^{u}-1}}\mathrm {d} u=\Gamma (n)\zeta (n)\!\,.}
Za cela števila velja:
{\displaystyle \Gamma (n)=(n-1)!\!\,,} oziroma {\displaystyle \Gamma (n+1)=n!\!\,}
in od tod:
{\displaystyle \Gamma (4)=(3)!=6\!\,.}
Za soda cela števila velja:
{\displaystyle \zeta (n)={\frac {2^{n-1}|B_{n}|\pi ^{n}}{n!}}\!\,,}
kjer je {\displaystyle B_{n}} Bernoullijevo število, in velja:
{\displaystyle B_{4}=-{\frac {1}{30}}\!\,,}
tako da je:
{\displaystyle \zeta (4)={\frac {2^{3}\pi ^{4}}{30\cdot 4!}}={\frac {\pi ^{4}}{90}}\!\,,}
analitična vrednost integrala pa:
{\displaystyle \int _{0}^{\infty }{\frac {u^{4-1}}{e^{u}-1}}\mathrm {d} u=6\,\mathrm {Li} _{4}(1)=6\,\zeta (4)=6\cdot {\frac {\pi ^{4}}{90}}={\frac {\pi ^{4}}{15}}\!\,,}
kjer je {\displaystyle \mathrm {Li} _{s}(z)} polilogaritem.
Gostota svetlobnega toka je končno:
{\displaystyle j^{\star }={\frac {2\pi k_{\rm {B}}^{4}T^{4}}{h^{3}c_{0}^{2}}}{\frac {\pi ^{4}}{15}}\!\,}
in Stefan-Boltzmannov zakon:
{\displaystyle j^{\star }={\frac {2\pi ^{5}k_{\rm {B}}^{4}}{15h^{3}c_{0}^{2}}}T^{4}={\frac {a}{b^{4}}}\Gamma (4)\zeta (4)T^{4}={\frac {a_{1}a}{a_{0}}}T^{4}=\sigma T^{4}\!\,,}
s konstantami:
{\displaystyle a={\frac {2\pi h}{c_{0}^{2}}}={\frac {a_{0}c_{0}}{4}}\!\,,\qquad b={\frac {h}{k_{\rm {B}}}}\!\,,\qquad a_{0}={\frac {8\pi h}{c_{0}^{3}}}={\frac {4a}{c_{0}}}\!\,}
in sevalno konstanto:
{\displaystyle a_{1}={\frac {a_{0}}{a}}\sigma ={\frac {4\sigma }{c_{0}}}={\frac {8\pi ^{5}k_{\rm {B}}^{4}}{15h^{3}c_{0}^{3}}}\!\,.}

### Termodinamična izpeljava
Boltzmann si je zamislil škatlo napolnjeno s sevanjem črnega telesa in z batom na eni steni, ki ga potiska sevalni tlak.:2 Iz Maxwellovega napetostnega tenzorja klasične elektrodinamike sledi, da je sevalni tlak {\displaystyle p\!\,} povezan z notranjo gostoto energije {\displaystyle w\!\,}:
{\displaystyle p={\frac {1}{3}}w\!\,.}
Skupno notranjo energijo {\displaystyle U\!\,} za prostornino {\displaystyle V\!\,}, ki vsebuje elektromagnetno sevanje, se lahko zapiše kot:
{\displaystyle U=3pV\!\,.}
Po prvem in drugem zakonu termodinamike (osnovna termodinamska zveza) je sprememba notranje energije:
{\displaystyle \mathrm {d} U=T\mathrm {d} S-p\mathrm {d} V\!\,,}
kjer sledi:
{\displaystyle T\left({\frac {\partial S}{\partial V}}\right)_{T}=\left({\frac {\partial U}{\partial V}}\right)_{T}+p\!\,.}
Po Maxwellovi termodinamični enačbi:
{\displaystyle \left({\frac {\partial S}{\partial V}}\right)_{T}=+\left({\frac {\partial p}{\partial T}}\right)_{V}=-{\frac {\partial ^{2}F}{\partial T\partial V}}\!\,}
se lahko zapiše:
{\displaystyle T\left({\frac {\partial p}{\partial T}}\right)_{V}=\left({\frac {\partial U}{\partial V}}\right)_{T}+p\!\,.}
Ker je sevalni tlak sorazmeren z notranjo gostoto energije, je odvisen le od temperature in ne od prostornine. Tako velja:
{\displaystyle {\frac {\mathrm {d} p}{\mathrm {d} T}}={\frac {1}{3}}{\frac {\mathrm {d} w}{\mathrm {d} T}}\!\,}
in:
{\displaystyle \left({\frac {\partial U}{\partial V}}\right)_{T}=3p=w\!\,,}
tako da je:
{\displaystyle T{\frac {1}{3}}{\frac {\mathrm {d} w}{\mathrm {d} T}}=w+{\frac {1}{3}}={\frac {4}{3}}w\!\,.}
Po ureditvi spremenljivk:
{\displaystyle {\frac {\mathrm {d} w}{w}}=4{\frac {\mathrm {d} T}{T}}\!\,}
in integraciji je:
{\displaystyle \ln w=4\ln T+\,\mathrm {konst.} \!\,}
Gostota energijskega toka in Stefan-Boltzmannov zakon sta nazadnje:
{\displaystyle j^{\star }=wc_{0}=c_{0}e^{\mathrm {konst.} }T^{4}={\frac {2\pi ^{5}k_{\rm {B}}^{4}}{15h^{3}c_{0}^{2}}}T^{4}=\sigma T^{4}\!\,,}
kjer je Stefanova konstanta, izražena z drugimi osnovnimi konstantami, vzeta iz prejšnje izpeljave, saj Planckove konstante h klasična elektrodinamika ne pozna. Ta izpeljava da aditivno konstanto:
{\displaystyle \mathrm {konst.} =\ln {\frac {2\pi ^{5}k_{\rm {B}}^{4}}{15h^{3}c_{0}^{3}}}=-36,204022\,\ln \left[\mathrm {J/(m^{3}\,K^{4})} \right]\!\,.}
Za nazaj se vidi, da je imel Boltzmann bodisi srečo bodisi bolj verjetno navdih, da je rezultate klasičnega elektromagnetizma primerjal z zamislijo, da se sevanje obnaša kot tekočina. Odgovora na vprašanje tekočine kakšnega delca pa tedaj, niti hevrističnega, ni bilo moč dati, vse do Planckove domneve in sistematičnega raziskovanja kvantizacije sevalnega polja. Z razsežnostno analizo bi lahko Boltzmann ugotovil, da bi, če je Stefanova konstanta odvisna od drugih osnovnih konstant, ena od teh morala vsebovati razsežnosti mase, ki pa v tistem času v klasični fiziki polja čistega sevanja ni bila znana. Boltzmannov argument je v sedanjem smislu enakovreden izjavi, da je elektromagnetni napetostni tenzor brezsleden:
{\displaystyle w-3p=T_{00}-\sum _{j=1}^{3}T_{jj}=T_{\mu }^{\mu }=0\!\,}
Ta enačba velja za klasično Maxwellovo polje, Boltzmann pa je implicitno privzel, da velja tudi za kvantizirano polje. Sedaj je znanih več primerov teorij polja za katera je napetostni tenzor brezsleden na klasičnem nivoju, ne pa tudi kadar je teorija pravilno kvantizirana. Zgleda sta elektrodinamika, spojena z (brezmasnimi) delci z netrivialnimi pojavi vakuumske polarizacije in neabelovske sklopitvene teorije. Dejansko Stefan-Boltzmannov zakon v kvantni elektrodinamiki (QED) pri visokih temperaturah ne velja.:3

### n-razsežni prostor
Zakon je pomemben tudi v n-razsežnem prostoru. Sevalni tlak v n-razsežnem prostoru je enak:
{\displaystyle p={\frac {1}{n}}w\!\,,}
tako da velja:
{\displaystyle T\,\mathrm {d} S=(n+1)p\,\mathrm {d} V+nV\,\mathrm {d} p\!\,}
Iz zveze:
{\displaystyle {\frac {1}{p}}{\frac {\mathrm {d} p}{\mathrm {d} T}}={\frac {(n+1)}{T}}\!\,}
sledi:
{\displaystyle p\propto T^{n+1}\!\,}
ali:
{\displaystyle w\propto T^{n+1}\!\,,}
kar da:
{\displaystyle {\frac {\mathrm {d} Q}{\mathrm {d} t}}\propto T^{n+1}\!\,.}
Enak rezultat se dobi z integralom nad frekvenco v Planckovem zakonu za n-razsežni prostor, sicer z različno vrednostjo Stefanove konstante za vsako razsežnost. V splošnem je konstanta enaka::563
{\displaystyle \sigma _{n}={\frac {\pi ^{\frac {n-2}{2}}n(n-1)}{h^{n}}}\left({\frac {2}{c_{0}}}\right)^{n-1}k_{\rm {B}}^{n+1}\Gamma \left({\frac {n}{2}}\right)\zeta (n+1);\qquad n>1\!\,.}
Posebej je za {\displaystyle n=1\,}:
{\displaystyle \sigma _{1}={\frac {2k_{\rm {B}}^{2}\zeta (2)}{\pi hc_{0}}}\!\,,}
za {\displaystyle n=2\,}:
{\displaystyle \sigma _{2}={\frac {4\pi k_{\rm {B}}^{3}\zeta (3)}{h^{2}c_{0}}}\!\,}
in za {\displaystyle n=3\,}:
{\displaystyle \sigma _{3}\equiv \sigma ={\frac {12\pi k_{\rm {B}}^{4}\zeta (4)}{h^{3}c_{0}^{2}}}\!\,.}

## Zgledi

### Temperatura Sončeve površine
S svojim zakonom je Stefan določil tudi temperaturo Sončeve površine. Oprl se je na Soretov podatek, da je gostota energijskega toka Sonca na Zemlji 29-krat večja od gostote energijskega toka segrete kovinske ploščice. Soret je meril gostoto energijskega toka na Mont Blancu. Stefan je okroglo ploščico postavil na takšno razdaljo od merilnika, da bi bila videti pod istim kotom kot Sonce. Soret je ocenil temperaturo ploščice približno 1900 °C do 2000 °C. Stefan je domneval, da 1/3 energijskega toka Sonca zadrži Zemljino ozračje. Zato je vzel za pravilen Sončev energijski tok 3/2 večjo vrednost, 29 · 3/2 = 43,5. Točne meritve absorpcije ozračja so izvedli šele leta 1888 in 1904. Za temperaturo je Stefan vzel srednjo vrednost prejšnjih dveh 1950 °C in za absolutno termodinamično 2200 K. Ker je 2,574 = 43,5, iz zakona sledi, da je temperatura Sonca 2,57-krat večja kot temperatura ploščice. Tako je Stefan dobil vrednost 5430 °C ali 5703 K. To je bila prva smiselna vrednost za temperaturo Sonca. 
Pred njim so navajali vrednosti od 1800 °C do 13.000.000 °C. Secchi je najprej navedel vrednost 18.000.000 °F (10.000.255 K), kasneje pa 250.000 °F (139.144 K). Waterson leta 1861 in Rossetti leta 1878 sta navedla preveliki vrednosti. Rossetti je zapisal potenčni zakon sevanja v obliki:
{\displaystyle j=\varepsilon aT^{2}\left(T-T_{0}\right)-b(T-T_{0}),\qquad (\varepsilon =1)\!\,,}
ki je dal brez popravkov za absorpcijo vrednost 10.238,4 K.
Newton je določil jakost Sončevega sevanja z opazovanjem naraščanja temperature suhe zemlje na sončni svetlobi. Sredi poletja ob jasnem vremenu na zemljepisni širini Londona suha zemlja ob poldnevu doseže 65,6 °C (150 °F) in 29,4 °C (85 °F), tako da je razlika približno 36,2 °C (65 °F). To razliko je imel Newton za pravi pokazatelj jakosti Sončevega sevanja. Na ta način je pokazal, da je bil komet iz leta 1680 izpostavljen temperaturi 7000-krat večji od vrelišča vode (212 · 7000 = 1.484.000 °F (824.663 K)). Komet je bil v prisončju na razdalji 1/3 Sončevega polmera od Sončeve površine. Zaradi disperzije žarkov skozi Sončevo atmosfero in na ustrezni razdalji je Ericsson od tod navedel temperaturo Sončeve fotosfere vsaj 2.640.000 °F (1.466.921 K). Leto kasneje 1872 je Ericsson navedel 4.036.000 °F (2.242.477 K).

Dulong in Petit sta iz razmerja stopnje ohlajevanja telesa v vakuumu leta 1817 navedla vrednost 1900 °C. Prvo vrednost 1800 °C (med 1461 in 1761 °C) je določil Pouillet leta 1838 z Dulong-Petitovim zakonom. Pouillet je za energijski tok Sonca vzel za polovico premajhno vrednost. Verjetno je ta rezultat opomnil Stefana, da bi Dulong-Petitov zakon odpovedal pri velikih temperaturah. Če se zbere Sončevo svetlobo z lečo, se lahko segreje telo na višjo temperaturo kot samo na 1800 °C.
Izseva Sonca na njegovi površini in površju Zemlje sta enaka:
{\displaystyle L=L_{\odot }\!\,,}
{\displaystyle jS_{\odot }=j_{\odot }S\!\,,}
{\displaystyle \sigma T_{\odot }^{4}4\pi r_{\odot }^{2}=j_{\odot }4\pi a_{0}^{2}\!\,,}
tako da je današnja izračunana vrednost:
{\displaystyle T_{\odot }={\sqrt[{4}]{\frac {j_{\odot }4\pi a_{0}^{2}}{\sigma 4\pi r_{\odot }^{2}}}}={\sqrt[{4}]{\frac {j_{\odot }a_{0}^{2}}{\sigma r_{\odot }^{2}}}}={\sqrt[{4}]{\frac {1366\cdot 149597870691^{2}}{5{,}670400\cdot 10^{-8}\,\cdot \,(6{,}960\cdot 10^{8})^{2}}}}=5775,9\ \mathrm {K} \!\,,}
kjer je {\displaystyle j_{\odot }=1366} W/m2 srednja vrednost solarne konstante (gostote svetlobnega toka s Sonca na zunanjem robu Zemljinega ozračja), {\displaystyle a_{0}} astronomska enota, {\displaystyle r_{\odot }} Sončev polmer in {\displaystyle L_{\odot }} Sončev izsev.

### Temperatura zvezd
Temperaturo drugih zvezd se lahko določi na podoben način z obravnavo oddane energije kot sevanjem črnega telesa. Izsev zvezde L je:
{\displaystyle L=jS=4\pi r^{2}\sigma T_{\rm {e}}^{4}\!\,,}
r polmer zvezde in {\displaystyle T_{\rm {e}}} efektivna temperatura. Z isto enačbo se lahko izračuna približni polmer zvezde iz glavnega niza glede na Sonce:
{\displaystyle {\frac {r}{r_{\odot }}}\approx \left({\frac {T_{\odot }}{T}}\right)^{2}{\sqrt {\frac {L}{L_{\odot }}}}\!\,.}
S Stefan-Boltzmannovim zakonom lahko astronomi preprosto izračunajo polmer zvezde. 

#### Hawkingovo sevanje
Zakon se pojavi tudi v termodinamiki črnih lukenj v Hawkingovem sevanju. Temperatura Hawkingovega sevanja je:
{\displaystyle T_{\rm {H}}={\frac {\hbar c_{0}^{3}}{8\pi \kappa mk_{\rm {B}}}}\!\,.}
Površina Schwarzschildove sfere s Schwarzschildovim polmerom {\displaystyle r_{\rm {s}}} je:
{\displaystyle S_{\rm {s}}=4\pi r_{\rm {s}}^{2}=4\pi \left({\frac {2\kappa m}{c_{0}^{2}}}\right)^{2}={\frac {16\pi \kappa ^{2}m^{2}}{c_{0}^{4}}}\!\,.}
Izsev črne luknje je tako (pri {\displaystyle \varepsilon =1}):
{\displaystyle L=\varepsilon jS_{\rm {s}}=\varepsilon \sigma T_{\rm {H}}^{4}S_{\rm {s}}=\varepsilon \left({\frac {\pi ^{2}k_{\rm {B}}^{4}}{60\hbar ^{3}c_{0}^{2}}}\right)\left({\frac {\hbar c_{0}^{3}}{8\pi \kappa mk_{\rm {B}}}}\right)^{4}\left({\frac {16\pi \kappa ^{2}m^{2}}{c_{0}^{4}}}\right)={\frac {\hbar c_{0}^{6}}{15360\pi \kappa ^{2}m^{2}}}\!\,,}
kjer je {\displaystyle \hbar } reducirana Planckova konstanta, {\displaystyle c_{0}} hitrost svetlobe in {\displaystyle \kappa } Newtonova splošna gravitacijska konstanta. Te enačbe še niso izpeljali v okviru polklasične teorije gravitacije.

### Temperatura Zemljinega površja
Podobno se lahko izračuna efektivno temperaturo Zemljinega površja {\displaystyle T_{\rm {Z}}} z določitvijo energije, prejete s Sonca, in energije, oddane z Zemlje, kjer si je treba misliti, da sta obe telesi idealno črni:
{\displaystyle T_{{\rm {Z}},0}=T_{\odot }{\sqrt {\frac {r_{\odot }}{2a_{0}}}}=5776\cdot {\sqrt {\frac {6,96\cdot 10^{8}}{2\cdot 149597870691}}}\approx 279\;{\rm {K}}\!\,.}
Efektivna temperatura na Zemljinem površju je tako 6 °C. 
Zgornji račun je grobi približek, ker je privzeto, da je Zemlja črno telo. Enako vrednost bi imela ravnovesna planetarna temperatura, če bi izsevnost in absorptivnost planeta bili zmanjšani za določeno konstantno razmerje pri vseh valovnih dolžinah, ker bi bile prihajajoče in odhajajoče vrednosti še vedno enake pri enaki temperaturi. Ta temperatura pa se ne bi več skladala z opredelitvijo efektivne temperature. Enak rezultat se dobi, če se vzame, da je celotna Zemlja sivo telo:
{\displaystyle (1-a)j_{\odot }\pi r_{\rm {Z}}^{2}=4\pi r_{\rm {Z}}^{2}\varepsilon \sigma T_{{\rm {Z}},0}^{4}\!\,,}
kjer sta odbojnost in izsevnost enaki, tako da velja zveza:
{\displaystyle a+\varepsilon =1\!\,}
in je:
{\displaystyle T_{{\rm {Z}},0}={\sqrt[{4}]{\frac {j_{\odot }}{4\sigma }}}=T_{\odot }{\sqrt {\frac {r_{\odot }}{2a_{0}}}}\!\,.}
V resnici Zemlja nima značilnosti sivega telesa. Zemljina odbojnost je takšna, da se približno 30 % vpadnega Sončevega sevanja odbije nazaj v vesoljski prostor. Od tega je 4 % odbitega sevanja na površju, 20 % z oblakov in 6 % sipanega v zraku. Če se upošteva zmanjšano energijo s Sonca in izračuna temperaturo črnega sevala, ki bi oddajalo toliko energije nazaj v prostor, se dobi »efektivno temperaturo«, ki je v skladu s takšno predstavo, približno 255 K.
{\displaystyle (1-a)j_{\odot }\pi r_{\rm {Z}}^{2}=4\pi r_{\rm {Z}}^{2}\sigma T_{{\rm {Z}},1}^{4}\!\,,}
kjer je izsevnost:
{\displaystyle \varepsilon =1\!\,}
in je:
{\displaystyle T_{{\rm {Z}},1}={\sqrt[{4}]{\frac {(1-a)j_{\odot }}{4\sigma }}}={\sqrt[{4}]{\frac {(1-0,3)\cdot 1366}{4\cdot 5{,}670400\cdot 10^{-8}}}}\approx 255\;{\rm {K}}\!\,.}
Če se primerja s 30 % odbojem Sončeve energije, se s površja Zemlje v ozračju absorbira ali odbije večja količina sevanja z višjimi valovnimi dolžinami in se ne odda naprej zaradi toplogrednih plinov, predvsem: vodne pare, ogljikovega dioksida in metana. Ker se izsevnost (izmerjena pri večjih valovnih dolžinah, kjer seva Zemlja) zmanjša bolj kot absorptivnost (izmerjena pri manjših valovnih dolžinah Sončevega sevanja), je ravnovesna temperatura višja kot pokaže preprost račun s približkom črnega telesa, in ne nižja. Zemljina dejanska povprečna površinska temperatura je približno 288 K in ne 279 K. Globalno segrevanje povečuje to ravnovesno temperaturo zaradi človeških vplivov na toplogredne pline. Od leta 1880, ko naj bi bila skupna ravnovesna temperatura 13,6 °C, se je ta dvignila za 0,7 °C na 14,3 °C, gostota energijskega toka globalnega segrevanja pa je 0,02 Wm-2.
Sevalno ravnovesno stanje Zemlje podaja preprost ničrasežni model:
{\displaystyle (1-a)j_{\odot }\pi r_{\rm {Z}}^{2}=4\pi r_{\rm {Z}}^{2}\varepsilon \sigma T_{{\rm {Z}},2}^{4}\!\,,}
kjer sta a = 0,3 povprečna odbojnost Zemlje in {\displaystyle \varepsilon } = 0,612 efektivna izsevnost Zemlje. Leva stran predstavlja prihajajočo energijo Sonca, desna pa odhajajočo energijo z Zemlje po Stefan-Boltzmannovem zakonu. Od tod sledi:
{\displaystyle T_{{\rm {Z}},2}={\sqrt[{4}]{\frac {(1-a)j_{\odot }}{4\varepsilon \sigma }}}={\sqrt[{4}]{\frac {(1-0,3)\cdot 1366}{4\cdot 0,612\cdot 5{,}670400\cdot 10^{-8}}}}\approx 288\;{\rm {K}}\!\,.}
Enak rezultat se dobi, če se vzame, da je Zemljino ozračje sivo telo in se upošteva njegovo izsevnost {\displaystyle \varepsilon _{o}}:
{\displaystyle T_{{\rm {Z}},2}=T_{{\rm {Z}},1}{\sqrt[{4}]{\frac {2}{2-\varepsilon _{o}}}}=T_{{\rm {Z}},1}{\sqrt[{4}]{\frac {1}{\varepsilon }}}=255\cdot {\sqrt[{4}]{\frac {2}{2-0,776}}}=255\cdot {\sqrt[{4}]{\frac {1}{0,612}}}\approx 288\;{\rm {K}}\!\,.}
Sončevo sevanje se odbija po valovnih dolžinah različno. Na robu ozračja je odbojnost v infrardečem enaka 0,8, na površju pa v vidnem 0,2.

### Gostote svetlobnega toka črnih teles
Razpredelnica podaja gostote izsevanega svetlobnega toka nekaterih idealiziranih črnih teles, oziroma stanj.
| {\displaystyle T} [ K ] | {\displaystyle \vartheta } [ °C ] | telo/stanje                                                                             | {\displaystyle j^{\star }} [ W/m2 ] |
| ----------------------- | --------------------------------- | --------------------------------------------------------------------------------------- | ----------------------------------- |
| 118,9 · 10-16           |                                   | Hawkingovo sevanje črne luknje s Sončevo maso                                           | 113,2 · 10-83                       |
| 0,0648                  | -272,935                          | svetlobni tok, ki ga še zazna človeško oko                                              | 10−12                               |
| 2,7                     | -270,45                           | kozmično mikrovalovno prasevanje ozadja                                                 | 3,013 · 10−6                        |
| 14,01                   | -259,14                           | tališče vezanega vodika                                                                 | 0,00218                             |
| 184                     | -89                               | najnižja izmerjena temperatura na Zemlji (1983)                                         | 65,0                                |
| 273,15                  | 0                                 | led                                                                                     | 315,0                               |
| 288                     | 15                                | povprečna temperatura na Zemlji                                                         | 390,1                               |
| 298                     | 25                                | sobna temperatura                                                                       | 447,2                               |
| 309,8                   | 36,8                              | povprečna temperatura človeškega telesa                                                 | 522,3                               |
| 331                     | 58                                | najvišja izmerjena temperatura na Zemlji (1922)                                         | 680,7                               |
| 394                     | 121                               | Sončev izsev na robu ozračja                                                            | 1366                                |
| 503                     | 230                               | vroče varilno jeklo                                                                     | 3629,8                              |
| 773                     | 500                               | vroča grelna naprava                                                                    | 20.245,6                            |
| 798                     | 525                               | črno telo pri Draperjevi toćki                                                          | 22.994,4                            |
| 1273                    | 1000                              | rumeni plamen                                                                           | 148.911,2                           |
| 1941                    | 1668                              | staljeni titan                                                                          | 804.851,7                           |
| 2041,4                  | 1768,4                            | staljena platina                                                                        | 984.750,3                           |
| 2773                    | 2500                              | žička svetilke                                                                          | 3.352.842,9                         |
| 5776                    |                                   | Sončeva fotosfera                                                                       | 63.113.529,9                        |
| 25.000                  |                                   | srednja temperatura Vesolja 10.000 let po prapoku                                       | 22.150.001.850                      |
| 15,7 · 106              |                                   | Sončevo jedro                                                                           | 3,445183366 · 1021                  |
| 10 · 109                |                                   | izbruh supernove                                                                        | 567,0400475 · 1030                  |
| 140 · 1030              |                                   | * Planckova temperatura mikročrne luknje * temperatura Vesolja 500 · 10−42 s po prapoku | 217,8341047 · 10123                 |

### Gostota energijskega toka Wienovega približka
Gostota energijskega toka Wienovega približka je:
{\displaystyle j_{\rm {W}}^{\star }=2\pi hc_{0}^{2}\int _{0}^{\infty }\,{\frac {1}{\lambda ^{5}e^{hc_{0}/(\lambda k_{\rm {B}}T)}}}\mathrm {d} \lambda \!\,.}
Z enako spremenljivko u kot zgoraj preide integral v:
{\displaystyle j_{\rm {W}}^{\star }={\frac {2\pi k_{\rm {B}}^{4}T^{4}}{h^{3}c_{0}^{2}}}\int _{0}^{\infty }\,{\frac {u^{3}}{e^{u}}}\mathrm {d} u\!\,.}
in je vrednost integrala:
{\displaystyle \int _{0}^{\infty }{\frac {u^{3}}{e^{u}}}\mathrm {d} u=6\!\,,}
tako da je gostota energijskega toka:
{\displaystyle j_{\rm {W}}^{\star }={\frac {12\pi k_{\rm {B}}^{4}}{h^{3}c_{0}^{2}}}T^{4}={\frac {90}{\pi ^{4}}}j^{\star }={\frac {1}{\zeta (4)}}\sigma T^{4}\approx 0,923938\,\sigma T^{4}\!\,}
ustrezno manjša.

### Gostota energijskega toka Rayleigh-Jeansovega približka
Gostota energijskega toka Rayleigh-Jeansovega približka je:
{\displaystyle j_{\rm {R}}^{\star }=2\pi c_{0}k_{\rm {B}}T\int _{0}^{\infty }\,{\frac {1}{\lambda ^{4}}}\mathrm {d} \lambda \!\,.}
Integral divergira:
{\displaystyle \int _{0}^{\infty }\,{\frac {1}{\lambda ^{4}}}\mathrm {d} \lambda =\infty \!\,,}
tako da je gostota energijskega toka neskončna:
{\displaystyle j_{\rm {R}}^{\star }=\infty \!\,.}
To je klasični rezultat, po katerem se energija sevanja izmenjuje zvezno.

## Potrditev, sprejetje, uveljavitev in pomen
Nekaj fizikov je očitalo Stefanu, da je bila njegova pot do zakona precej majava. Naredili bi mu veliko krivico, če bi mislili, da je odkril zakon na slepo. Veliko srečnih naključij je vplivalo na njegovo določitev, kar se pogosto zgodi pri mnogih pomembnih odkritjih. Z meritvijo toplotne prevodnosti je bil prepričan, da Dulong-Petitov zakon ne velja, obvladal je kinetično teorijo plinov in uporabil absolutno temperaturo. Dulong-Petitov zakon je uporabljal še Celzijevo temperaturo. Zakon so začeli preverjati tudi drugi. Leta 1880 ga je potrdil Graetz in leta 1884 Christiansen.:83:30
Ob odkritju zakona še ni bilo popolnoma jasno kdaj točno velja. Sčasoma so spoznali, da velja za idealno črno telo. Model črnega telesa so razdelali Lummer in Pringsheim leta 1897 in Kurlbaum leta 1898.:3 Leta 1896 je Wien podal zakon za sevanje črnega telesa. Planck se je začel ukvarjati s sevanjem črnih teles leta 1894. Najprej je obravnaval vpliv elektromagnetnega valovanja na majhen električni dipol.:3 Leta 1900 je podal svoj zakon, lord Rayleigh in Jeans pa sta leta 1905 podala svoj zakon na podlagi klasične fizike, ki se je izkazal kot približek Planckovega zakona. Planckovega zakona ni moč izpeljati le z enačbami za elektromagnetno polje in je treba upoštevati prijeme kvantne fizike. Planck se je z novo zamislijo, da sevanje ne more izmenjevati energije s steno črnega telesa zvezno, komaj sprijaznil. Njegov zakon sprva niso vzeli resno, leta 1905 pa je Einstein razširil njegovo zamisel in na ta način v svojem članku O nekem hevrističnem stališču, ki zadeva nastanek in spremembo svetlobe pojasnil fotoelektrični pojav. Leta 1920 je Bose razvil teorijo statistične mehanike fotonov, iz katere je bilo moč podati teoretično izpeljavo Planckovega zakona.
Stefanovo vrednost temperature Sončeve temperature sta leta 1894 neodvisno empirično potrdila Wilson in Gray s pomočjo heliostata in preurejenega diferencialnega radiomikrometra, ki ga je leta 1889 izdelal Boys. Inštrument je bil kombinacija bolometra in galvanometra. Z ničelno metodo sta primerjala Sončevo sevanje s sevanjem električno gretega platinastega traku. Izmerila sta efektivno temperaturo približno 7073 K, kar je po več popravkih za absorpcijo v Zemljinem ozračju in Sončevi atmosferi leta 1901 dalo vrednost 6590 °C (6863 K).